# Vatnik

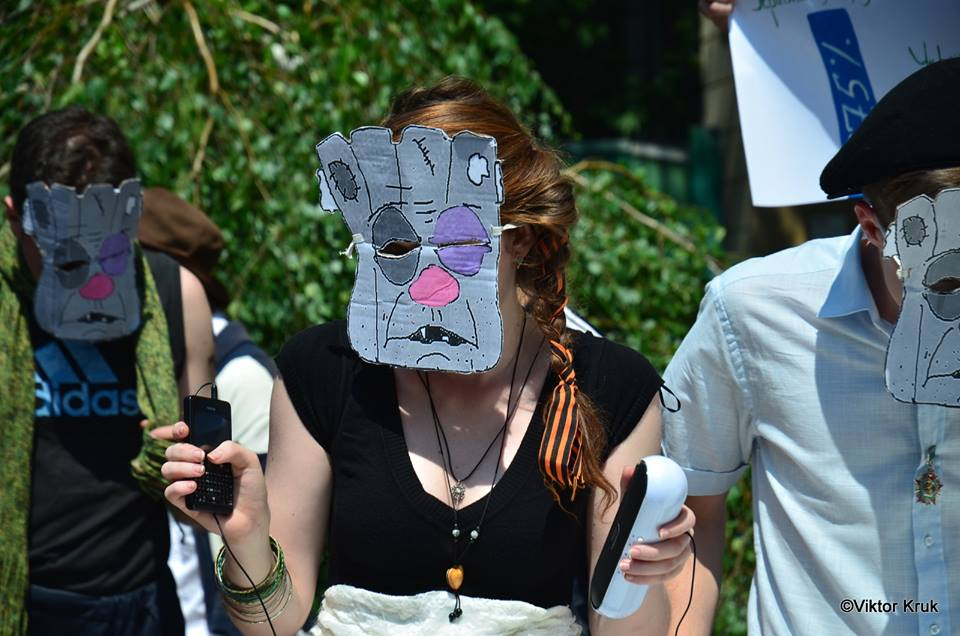
Ativistas na Ucrânia usando máscaras de "vatnik" na ação da campanha "Boicote aos filmes russos"

Vatnik ou vatnyk (em russo:  ватник) é um termo pejorativo, usado na Rússia e em outros estados pós-soviéticos baseado em um meme da Internet introduzido em 2011 por Anton Chadskiy, representando um firme seguidor jingoísta da propaganda do governo russo.
O uso da palavra tem origem no meme da Internet, publicado pela primeira vez por Chadskiy no VKontakte e depois usado na Rússia, Ucrânia e depois em outros estados pós-soviéticos. O seu significado refere-se ao desenho original, que retrata um personagem feito do material de uma jaqueta de algodão acolchoada e com um olho roxo, usado para depreciar alguém como um jingoísta cegamente patriótico e pouco inteligente que empurra as visões convencionais apresentadas nos meios de comunicação social do governo russo bem como os das brigadas da web russas. "Simplificando, o vatnik é representante de um certo arquetípico russo que... apoia o regime por medo, ódio aos outros ou, na maioria das vezes, uma combinação de ambos." O nome "vatnik" deriva da jaqueta de algodão (Telogreika) da qual é feito o personagem de Chadskiy no meme.

## Meme da internet
O meme foi criado pelo artista russo Anton Chadskiy sob o pseudônimo de Jedem das Seine. A imagem de uma jaqueta acolchoada antropomórfica em forma de quadrado semelhante ao personagem-título de Bob Esponja Calça Quadrada que lhe está associada foi postada no VK pela primeira vez a 9 de setembro de 2011. Em 2012, o meme se tornou amplamente popular na Internet. Chadskiy criou o grupo para o personagem em VK chamado RASHKA - THE SQUARE VATNIK . Rashka é um apelido depreciativo para a Rússia, derivado da pronúncia inglesa do nome do país com o sufixo diminutivo russo -k anexado.
O desenho original de Chadskiy foi reproduzido e modificado muitas vezes. As características incluídas de forma consistente são a cor cinza, um nariz vermelho (de beber vodka) e um olho roxo (presumivelmente de uma briga com outro vatnik). O meme tornou-se muito mais difundido na sociedade depois que a invasão russa da Ucrânia começou em 2014.
No início de 2015, Anton Chadskiy informou que foi forçado a deixar a Rússia em novembro de 2014 porque temia perseguição política por parte do governo. Na época, Chadskiy morava em Kiev e planeava mudar-se para Berlim.

## Exemplos de uso
- Outono de 2014 – Podrobnosti (canal Inter TV) em associação com Irena Karpa começou a produzir uma série animada; vários episódios foram dedicados ao fenómeno "vatnik".[16][17][18][19][20]
- Orest Liutyi escreveu uma canção sobre vatniks, como um remake da famosa canção russa "Landyshy" (em em russo:  Ландыши), nomeando Vladimir Putin como um khuylo.[21]
- Não deixaremos o vata russo entrar em nossas casas[22] – o nome da campanha ucraniana "Boicote aos filmes russos";[23]
- Inter é um canal "vata" de Firtash o "kremlyad" (um portmanteau que significa "prostituta do Kremlin") [24] – um comentário crítico nas redes sociais;[25]
- O orgulhoso nome "vatnik"[26] – um dos temas da competição de ensaios e trabalhos científicos na Universidade Pedagógica do Estado de Altai, que foi dedicada ao 70º aniversário da vitória da União Soviética na Guerra Germano-Soviética (Segunda Guerra Mundial).
- Durante o final de 2014, o programa de televisão de comédia VATA TV (original: ВАТА TV ) foi exibido na Ucrânia. Foi dedicado ao fenômeno "vata". Foi apresentado pelo apresentador do popular canal 5 Kanal, Viktor Lytovchenko, quefalava principalmente Surzhyk durante os programas.[27][28]
- Durante a celebração do Ano Novo de 2015, o autor do meme, Anton Chadskiy, realizou uma ação humorística – o prémio "Vatnik do ano", ação controversa na Internet russa.[29]